# Sicophion fenestralis
Sicophion fenestralis är en stekelart som beskrevs av Ian D. Gauld 1988. Sicophion fenestralis ingår i släktet Sicophion och familjen brokparasitsteklar. Inga underarter finns listade i Catalogue of Life.